# Europawahl in Kroatien 2019
Die Europawahl 2019 in Kroatien war die dritte Direktwahl der Mitglieder des Europäischen Parlaments in Kroatien. Sie fand am 26. Mai 2019 statt.
In Kroatien wurden zunächst 11 Mandate im Europäischen Parlament vergeben, gewählt wurden aber 12 Mandate. Ein Mandatsträger aus Kroatien zog nach dem erfolgten EU-Austritt des Vereinigten Königreichs ins Europaparlament ein.
Die Sperrklausel für Parteien und Listen betrug 5 %.

## Wahlsystem
Gewählt wurden landesweit zwölf Abgeordnete in Verhältniswahl mit einem Vorzugsstimmensystem.

## Ausgangslage und Parteien

### Europawahl 2014
- S&D: 4
- G/EFA: 1
- ALDE: 1
- EVP: 4
- EKR: 1

Stand: 21. Juni 2019
Bei der Europawahl 2014 konnten drei Parteienkoalitionen Mandate gewinnen. Die Patriotische Koalition geführt von der konservativen HDZ erreichte 41,4 % und sechs Sitze, davon gingen vier an die HDZ und je einer an die Bauernpartei HSS und die nationalkonservative HSP-AS. Die Kukuriku-Koalition der sozialdemokratischen SDP erhielt 29,9 % und 4 Sitze, davon gingen drei an die SDP und einer an die links-liberale HNS. Die einzeln angetretene, grüne ORaH kam auf 9,4 % und 1 Sitz.
Bei den kroatischen Parlamentswahlen 2015 und 2016 ergaben sich durch den Einzug neuer Parteien ins Parlament keine klaren Mehrheit. Seit Juni 2017 regiert eine Minderheitsregierung von HDZ und HNS.

### Parteien und Bündnisse
| Partei | Europapartei | Mandate EP | EP-Fraktion | Mandate Sabor |
| --- | ------------ | ---------- | ----------- | ------------- |
| Hrvatska demokratska zajednica (HDZ)                                                                                       | EVP          | 4          | EVP         | 55            |
| Socijaldemokratska partija Hrvatske (SDP)                                                                                  | SPE          | 4          | S&D         | 31            |
| Hrvatska narodna stranka – Liberalni demokrati (HNS)                                                                       | ALDE         | -          | –           | 4             |
| Živi zid | -            | –          | *           | 4             |
| Amsterdam-Koalition - Građansko-liberalni savez (GLAS) - Istarski demokratski sabor (IDS) - Primorsko-goranski savez (PGS) | ALDE –       | 1 –        | ALDE –      | 4 –           |
| Hrvatska konzervativna stranka (HKS)                                                                                       | AKRE         | 1          | EKR         | –             |
| Most nezavisnih lista (Most)                                                                                               | –            | –          | –           | 10            |
| Bandić Milan 365 - Stranka rada i solidarnosti (BM365)                                                                     | –            | –          | –           | 2             |
| Bruna Esih – Zlatko Hasanbegović: Neovisni za Hrvatsku (NHR)                                                               | –            | –          | –           | 2             |

## Umfragen

### Aktuelle Umfragen
Für die Sonntagsfrage gaben die Demoskopen folgende Anteile an:
| Institut         | Datum      | HDZ  | SDP  | ZZ   | AC   | MOST | MB365 | HNS | NHR-HSP | NLMK | NLMP | Sonst. |
| ---------------- | ---------- | ---- | ---- | ---- | ---- | ---- | ----- | --- | ------- | ---- | ---- | ------ |
| Ipsos            | 24.05.2019 | 28,2 | 20,1 | 7,4  | 6,2  | 6,1  | 3,0   | –   | 4,6     | 5,1  | –    | 7,2    |
| Oraclum          | 24.05.2019 | 34,6 | 21,1 | 11,1 | 5,7  | 7,3  | 2,8   | 1,2 | 2,4     | 3,3  | –    | 6,8    |
| 2x1 komunikacije | 23.05.2019 | 24,0 | 21,2 | 11,0 | 5,9  | 7,0  | 2,6   | 1,7 | 5,3     | 4,8  | 4,0  | 7,9    |
| Promocija plus   | 20.05.2019 | 24,5 | 16,4 | 7,4  | 6,9  | 6,7  | 2,3   | 3,1 | 3,6     | 4,7  | 4,8  | 19,6   |
| Promocija plus   | 08.05.2019 | 26,0 | 16,2 | 7,9  | 7,0  | 5,6  | 3,3   | –   | 3,4     | 4,3  | 4,4  | 21,9   |
| 2x1 komunikacije | 30.04.2019 | 24,0 | 21,0 | 9,8  | 7,9  | 6,8  | 1,0   | 1,0 | 5,0     | 3,2  | 2,5  | 17,8   |
| Oraclum          | 29.04.2019 | 36,1 | 20,5 | 9,7  | 6,0  | 7,4  | 2,2   | 1,2 | 2,9     | 3,2  | –    | 10,8   |
| Ipsos            | 27.04.2019 | 26,9 | 17,4 | 8,7  | 7,1  | 6,0  | 3,1   | –   | 2,8     | 2,8  | 2,7  | 22,5   |
| Promocija plus   | 07.04.2019 | 26,9 | 16,5 | 8,3  | 8,2  | 6,0  | –     | –   | 4,5     | –    | –    | 22,5   |
| Ipsos            | 26.03.2019 | 29,5 | 18,9 | 9,4  | 5,6  | 6,1  | 4,0   | –   | –       | –    | –    | 26,5   |
| 2x1 komunikacije | 23.03.2019 | 26,6 | 20,8 | 10,5 | 14,4 | 8,8  | –     | 2,6 | 6,2     | –    | –    | 10,1   |
| Ipsos            | 27.02.2019 | 29,6 | 15,7 | 9,4  | 7,2  | 4,9  | 5,0   | –   | –       | –    | –    | 28,2   |
| Ipsos            | 18.01.2019 | 20,1 | 10,6 | 10,8 | 12,5 | 7,5  | 5,1   | 0,2 | 8,9     | –    | –    | 24,3   |
| 2x1 komunikacije | 23.11.2018 | 25,5 | 18,5 | 7,8  | 13,1 | 7,8  | –     | 1,2 | 7,6     | –    | –    | 18,5   |
| Europawahl 2014  | 25.05.2014 | 41,4 | 29,9 | 0,5  | –    | –    | –     | –   | –       | –    | –    | 28,2   |

### Verlauf

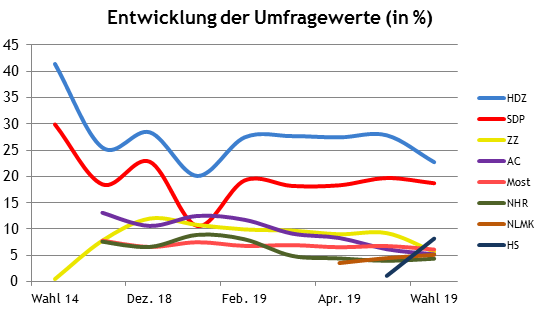
Verlauf der Umfragen von der Wahl 2014 bis zur Wahl 2019

## Ergebnisse

Parteien mit meisten Stimmen nach Gespanschaften:
Socijaldemokratska partija Hrvatske (SDP)
Hrvatska demokratska zajednica (HDZ)
Hrvatska narodna stranka – Liberalni demokrati (HNS-LD)
Amsterdamska koalicija

Parteien mit meisten Stimmen nach Gemeinden:
HDZ
SDP
Suverenisti
Amsterdamska koalicija
ŽZ
Most
HNS-LD
NL Marijana Petir
SDSS
NS-R
BM 365
Pametno

### Parteien
Sitze in Klammern werden erst nach dem Brexit vergeben.
| Partei                                          | Partei | Stimmen   | Stimmen  | Stimmen  | Sitze   | Sitze           |
| Partei                                          | Partei | Anzahl    | %        | +/−      | Anzahl  | +/−             |
| ----------------------------------------------- | --- | --------- | -------- | -------- | ------- | --------------- |
|                                                 | Hrvatska demokratska zajednica (HDZ) | 244.076   | 22,72 %  | −18,70 % | 4       | ±0              |
|                                                 | Socijaldemokratska partija Hrvatske (SDP) | 200.976   | 18,71 %  | −11,22 % | 3 (+1)  | +1 (+2)         |
|                                                 | Hrvatski suverenisti (HS) • Hrast - Pokret za uspješnu Hrvatsku (HRAST) • Hrvatska konzervativna stranka (HKS) • Hrvatska stranka prava dr. Ante Starčević (HSP AS) • Ujedinjeni hrvatski domoljubi (UHP)                                                           | 91.546    | 8,52 %   | Neu      | 1 0 1 0 | Neu ±0 +1 –1 ±0 |
|                                                 | Mislav Kolakušić (Unabh.) | 84.765    | 7,89 %   | Neu      | 1       | Neu             |
|                                                 | Živi zid (ZZ) | 60.847    | 5,66 %   | Neu      | 1       | Neu             |
|                                                 | Amsterdamska koalicija (A) • Hrvatska seljačka stranka (HSS) • Građansko-liberalni savez (GLAS) • Istarski demokratski sabor (IDS) • Hrvatska stranka umirovljenika (HSU) • Primorsko goranski savez (PGS) • Demokrati (D) • Hrvatski laburisti – Stranka rada (HL) | 55.829    | 5,19 %   | Neu      | 1 0 1 0 | Neu –1 ±0       |
|                                                 | Most nezavisnih lista (MOST) | 50.257    | 4,67 %   | Neu      | 0       | Neu             |
|                                                 | Marijana Petir * (Unabh.) | 47.358    | 4,40 %   | Neu      | 0       | Neu             |
|                                                 | Neovisni za Hrvatsku–Hrvatska stranka prava (NHR–HSP) | 46.970    | 4,37 %   | Neu      | 0       | Neu             |
|                                                 | Samostalna demokratska srpska stranka (SDSS) | 28.597    | 2,66 %   |          | 0       | —               |
|                                                 | Hrvatska narodna stranka – Liberalni demokrati (HNS) | 27.958    | 2,60 %   |          | 0       | −1              |
|                                                 | Start - Stranka antikorupcije, razvoja transparentnosti (START) | 21.744    | 2,02 %   | Neu      | 0       | Neu             |
|                                                 | Bandić Milan 365 - Stranka rada i solidarnosti (BM 365) | 21.175    | 1,97 %   | Neu      | 0       | Neu             |
|                                                 | Možemo! - Politica Platforma / Nova ljevica / Održivi razvoj Hrvatske | 19.313    | 1,79 %   | −7,63 %  | 0       | −1              |
|                                                 | Pametno / Unija Kvarnera | 15.074    | 1,40 %   | Neu      | 0       | Neu             |
|                                                 | Sonstige | 57.469    | 5,24 %   |          | 0       | —               |
| Gültige Stimmen                                 | Gültige Stimmen | 1.073.954 | 97,32 %  |          |         |                 |
| Ungültige Stimmen                               | Ungültige Stimmen | 29.597    | 2,68 %   |          |         |                 |
| Abgegebene Stimmen                              | Abgegebene Stimmen | 1.103.551 | 100,00 % | –        | 11 (+1) | – (+1)          |
| Anzahl der Wahlberechtigten und Wahlbeteiligung | Anzahl der Wahlberechtigten und Wahlbeteiligung | 3.696.907 | 29,86 %  | +4,74 %  |         |                 |
| Quelle: Resultat                                | |           |          |          |         |                 |

### Fraktionen im Europäischen Parlament
| Partei | Partei                                                     | Sitze   | Sitze   | Sitze             |
| Partei | Partei                                                     | Anzahl  | +/−     | %                 |
| ------ | ---------------------------------------------------------- | ------- | ------- | ----------------- |
|        | Europäische Volkspartei (EVP)                              | 4       | –1      | 36,36 % (33,33 %) |
|        | Progressiven Allianz der Sozialdemokraten (S&D)            | 3 (+1)  | +1 (+2) | 27,27 % (33,33 %) |
|        | Europäische Konservative und Reformer (EKR)                | 1       | ±0      | 9,09 % (8,33 %)   |
|        | Renew Europe (RE)                                          | 1       | –1      | 9,09 % (8,33 %)   |
|        | Die Grünen/Europäische Freie Allianz (Grüne/EFA)           | 0       | –1      | —                 |
|        | Vereinte Europäische Linke/Nordische Grüne Linke (GUE/NGL) | 0       | ±0      | —                 |
|        | Identität und Demokratie (ID)                              | 0       | neu     | —                 |
|        | fraktionslos                                               | 2       | +2      | 18,18 % (16,67 %) |
| Gesamt | Gesamt                                                     | 11 (+1) | — (+1)  | 100,0             |